# Calamaria sumatrana
Calamaria sumatrana es una especie de serpientes de la familia Colubridae.

## Distribución geográfica
Es endémica de Sumatra y algunos islotes adyacentes en el estrecho de Malaca.

## Estado de conservación
Se encuentra amenazada por la pérdida de su hábitat natural.